# Big: the musical
Big The Musical és una adaptació musical de 1996 de la pel·lícula de 1988 protagonitzada per Tom Hanks. Va ser dirigit per Mike Ockrent i va comptar amb música de David Shire i lletres de Richard Maltby, Jr. i coreografia de Susan Stroman. És la història de Josh Baskin, un nen de 12 anys que creix d'un dia per l'altre després que una màquina de Zoltar Speaks li va concedir un desig en una fira. Amb l'ajuda del seu millor amic, Billy, haurà d'enfrontar-se a la seva nova edat adulta mentre troba la màquina per poder desitjar a tornar a ser ell mateix i més.

## Rerefons i produccions
Les proves prèvies a Broadway va començar a Detroit el gener de 1996. El musical es va estrenar a Broadway al Shubert Theatre el 28 d'abril de 1996 i es va tancar el 13 d'octubre de 1996, després de 193 funcions. Encara que va ser nominada a cinc premis Tony (Millor actriu, actor secundari, llibre, partitura i coreografia), va ser un dels perdedors més costosos de Broadway.
L'espectacle va tenir una gira nacional dels Estats Units, dirigida per Eric D. Schaeffer protagonitzada per Jim Newman i Jacquelyn Piro Donovan, que va començar el setembre de 1997 a Wilmington, DE. Va ser "reposat i reescrit en gran part per a la carretera".
Les crítiques estaven molt dividides sobre el musical, però no sobre la gira nacional dels Estats Units de 1998, que va ser un èxit després de moltes reescriptures dels autors, John Weidman (llibret), Richard Maltby, Jr. (lletres) i David Shire (música). Alvin Klein, a la seva ressenya de The New York Times sobre una producció regional de l'any 2000, va escriure: " Big no es pot descartar de manera cavalcada com un musical fracassat que no va ser rival per a una pel·lícula de gran èxit. És satisfactòriament bo, i va ser escurçat". La versió revisada està disponible a través de Music Theatre International.
L'espectacle es va estrenar al Regne Unit i Irlanda abans del West End al Theatre Royal Plymouth del 5 al 12 de novembre de 2016 i al Bord Gáis Energy Theatre de Dublín durant el període de Nadal del 7 de desembre de 2016 al 7 de gener de 2017. El guanyador de Strictly Come Dancing i vocalista de The Wanted, Jay McGuiness, interpreta a Josh. La producció es va traslladar al West End de Londres al Dominion Theatre del 6 de setembre al 2 de novembre de 2019 amb McGuiness interpretant el paper de Josh.

## Sinopsi
Acte I
Josh Baskin, un nen de 12 anys de Nova Jersey, descobreix que sempre que veu Cynthia Benson, de 13 anys, es queda inexplicablement sense paraules. No entén els seus nous sentiments, però cada família del carrer sap què ha passat. Per a ell s'ha acabat la infantesa; ha arribat l'adolescència i ha començat el llarg procés complex de créixer ("Overture/Can't Wait"). Llavors rep una notícia increïble del seu millor amic, Billy Kopecki: ella creu que és "guapo". Tot el que ha de fer és fer un moviment aquesta nit al carnaval ("Talk To Her/The Carnival"). Però fer-ho no surt com estava previst. Es troba amb ella a la fila per a un viatge anomenat Wild Thunder, va reunir prou coratge per "parlar amb ella", només per descobrir que ella té una cita amb un noi de 16 anys. Pitjor encara, és massa baix per fer el viatge. Humiliat, marxa en monopatí i es troba en un camí aïllat de la fira amb miralls divertits i una misteriosa màquina endevinadora, Zoltar Speaks. La misteriosa figura que hi ha li indica que "Demana un desig!" Impulsivament, fa l'únic en la seva ment: "M'agradaria ser gran!" La màquina produeix una targeta: "El teu desig està satisfet". Un tro i una pluja sobtada l'envien a casa.
L'endemà al matí, Josh es desperta i veu la cara d'un home de 30 anys al seu mirall ("This Isn't Me"). Encara és un nen de 12 anys, ara habita el cos d'un adult. La seva mare es creu que és un intrús i el fa fora de casa. (En les versions de gira i de lloguer, la seva cançó és substituïda per ella cantant sobre la maternitat mentre fa l'esmorzar ("Say Good Morning To Mom").) Només en Billy ho entén. Decideix que han d'anar a la ciutat de Nova York, trobar la màquina i deixar que Josh desitgi tornar a la seva vida infantil. Els jocs recreatius allà, però, no en tenen, i localitzar les fires trigarà de sis a vuit setmanes (de tres a quatre setmanes en versions de lloguer). Es desespera davant la perspectiva de seguir sent adult durant tant de temps i li preocupa que haurà de trobar feina. En les versions de gira i de lloguer, Billy intenta calmar-lo, dient-li que anirà bé, perquè "You're A Big Boy Now". Billy torna a Nova Jersey, deixant-lo passar la seva primera nit com a adult sol a la terminal d'autobusos de l'Autoritat Portuària. (A la versió original, llavors voldria tornar a casa ("I Want To Go Home").)
L'endemà, esperant Billy sota la torre del rellotge de FAO Schwarz ("The Time Of Your Life"), Josh coneix MacMillan, el cap d'una empresa de joguines les vendes de la qual han caigut sobtadament. Ell, un nen de 12 anys que és, li diu a MacMillan què els falten les seves joguines. El que veu aquest últim, però, és un home de 30 anys amb una visió sorprenent de les joguines, els nens i (quan descobreixen un teclat de piano amb el qual poden ballar) divertir-se ("Fun"). Li ofereix a Josh una gran feina. S'endinsa en el món adult dels negocis. La seva innocència provoca el caos. MacMillan cancel·la la joguina de Nadal de l'empresa, que els seus empleats diuen que "no es pot perdre". Els executius tenen pànic. Paul Seymour, vicepresident responsable del desenvolupament de productes, vol venjar-se de la cancel·lació ("Josh's Welcome"). Susan Lawrence, vicepresidenta a càrrec de màrqueting, la aventura de la qual amb Paul acaba d'acabar, es veu atreta per Josh ("Here We Go Again"). (En les versions de gira i lloguer de l'espectacle, aquesta escena s'obre amb els executius cantant sobre el negoci de la joguina ("Welcome To MacMillan Toys"). Les cançons de Paul i Susan també s'han reescrit ("MacMillan Toys 2"), i ella ha una cançó addicional sobre una secretària obsessionada pel casament ("My Secretary's In Love").)
Com a avantatge de la seva feina, Josh rep un apartament tipus loft. El mobla amb joguines. La Susan arriba per fer-li una passada (en la versió de la gira, "Let's Not Move Too Fast"). Malinterpretant les seves intencions, innocentment intenta trobar alguna cosa que puguin fer junts ("Do You Want To Play Games"), i, finalment, encén un planetari de joguina que omple l'habitació d'estrelles ("Stars, Stars, Stars"). Enganyada, es troba passant la nit allà, angelicalment en lliteres separades. (En la versió de la gira, ella recorda el seu primer amor després que ell s'hagi adormit ("Little Susan Lawrence"). En una festa d'empresa, Paul s'assabenta de la nit de Susan amb Josh i es baralla amb ell. Ella el consola i, una vegada més, la seva innocència guanya el seu cor. MacMillan desafia els seus executius a inventar una nova joguina de Nadal i els demana que trobin una manera de relacionar-se amb els seus fills. Josh suggereix ballar ("Cross The Line"). Aconsegueix que tothom faci un ball en línia, durant el qual la Susan li fa un petó diferent a qualsevol que havia rebut de nen de la seva mare. Quan Billy arriba amb la llista de fires que finalment ha arribat, decideix marxar amb ella. El món adult comença a atreure'l.
Acte II
En un centre comercial suburbà, Billy, enfadat per haver estat abandonat per Josh, busca la companyia d'altres nens ("It's Time"). Coneix la mare d'en Josh: avui és el seu aniversari i la festa hauria estat al centre comercial. Billy li assegura que tornarà a casa, cosa que només la fa més conscient de la rapidesa amb què han crescut en Billy i tots els nens ("Stop Time"). El centre comercial es torna surrealista i es converteix en l'escenari de l'aniversari de la desaparició de Josh ("The Night-Mare"). Es desperta a l'oficina de la Susan. Han estat tota la nit despert intentant, sense èxit, inventar-se una joguina. Intenten pensar com a nens en comptes d'adults; ella no recorda com es va sentir quan tenia 13 anys, però sota el seu impuls el record torna ("Dancing All The Time"). El moment s'omple d'emoció i ella es mou cap a ell. L'escena es congela. El jove Josh sembla cantar un duet amb Big Josh sobre els seus sentiments interiors. ("I Want To Know").
L'endemà al matí, Josh entra a l'oficina com a home nou ("Coffee Black"). La seva secretària, la senyoreta Watson, està desconcertada. No només se sent com un adult real, sinó que durant la nit va pensar una joguina de Nadal. Els executius l'ajuden a desenvolupar-lo per a MacMillan. Billy torna amb la llista de fires, havent localitzat la màquina. En Josh, però, està ple de si mateix i no vol tornar al seu antic jo. Billy l'acusa de trair-se a si mateix, però en aquell moment apareix la Susan i el fa un petó. Billy finalment entén per què ha estat acomiadat i se'n va. La Susan convida a Josh a un sopar amb els seus amics, i ell exclama emocionat que anirà a un autèntic "sopar de grans amb els amics grans de la Susan".
La festa és un desastre ("The Real Thing"). Josh s'humilia a si mateix i s'adona del lluny que està de ser adult. La Susan aprofita aquest moment per explicar-li els seus veritables sentiments per ell ("One Special Man"), sentiments que és massa jove per tornar. (En les versions de gira i lloguer, això és substituït per una repetició de "The Real Thing"). Li diu la veritat: que realment és un nen de 13 anys. Ella, en veure només un home gran, suposa que es tracta d'una mena de broma. Li trenca el cor haver-se equivocat amb un altre home. Per primera vegada, entén que ser adult és més que ser gran. És ser responsable, en aquest cas, d'algú a qui cuides i que ho fa a canvi. S'adona que tot el que dius i fas té un cert pes que un nen no pot imaginar quan ets adult ("When You're Big"). Torna al seu barri i observa com els nois fan els primers moviments nerviosos d'esdeveniments d'aparellament adequats per tenir 13 anys ("Skateboard Ballet"). Troba en Billy i li diu que vol anar a casa.
Billy ha trobat la màquina en un magatzem ple de restes descartes de parcs d'atraccions. Josh li demana a la Susan que el trobi allà. Abans que pugui demanar el seu desig i abandonar el món dels adults de moment, s'ha de dir adéu per assegurar-se que ella ho entén. En arribar, finalment accepta la màgia del que li ha passat. Ella li explica com li va canviar la vida ("I Want To Go Home/Stars, Stars, Stars (reprise)") i, entenent que és l'única manera, li diu que demani el seu desig. Mentre ho fa, la seva mare entra amb Billy. Josh torna al seu antic jo, i mentre ell i la seva mare s'abracen, el teló es tanca amb Billy examinant la màquina. (En les versions de gira i lloguer, el número final és "We're Gonna Be Fine")

## Números musicals

### Versió de Broadway
| Acte I - "Opening" - "Prologue" — Jove Josh, Mrs. Baskin, Billy, Nens i Pares - "Talk to Her" — Billy i Josh jove - "This Isn't Me" — Josh Baskin - "I Want to Go Home" — Josh Baskin - "The Time of Your Life" — Nens - "Fun" — MacMillan, Josh Baskin and La Companyia - "Dr. Deathstar" — The Deathstarettes - "Josh's Welcome" — Susan, Paul i Executius - "Here We Go Again" — Susan - "Stars, Stars, Stars" — Josh Baskin i Susan - "Tavern Foxtrot" — Paul i La Companyia - "Cross the Line" — Josh Baskin, Nens i La Companyia | Act II - "It's Time" — Billy i Nens - "Stop, Time" — Mrs. Baskin - "Happy Birthday" — Josh, Nens - "Dancing All the Time" — Susan - "I Want to Know" — Young Josh - "Coffee, Black" — Josh Baskin, MacMillan, Miss Watson, Birnbaum, Barrett, Lipton, Executius i Staff - "The Real Thing" — Nick, Tom, Diane i Abigail - "One Special Man" — Susan - "When You're Big" — Josh Baskin - "Skateboard Romance" — Nens - "I Want to Go Home/Stars, Stars, Stars" — Josh Baskin i Susan |

Nota: També hi ha un altre enregistrament no llançat al públic, només disponible amb una llicència de l'obra, que conté totes les cançons del guió. Moltes cançons de l'enregistrament original no van acabar l'espectacle final, però es troben al CD, així com moltes cançons del programa després de la prova de Detroit tampoc es van posar al CD.
El musical està gravat per a teclats, baix, guitarra, bateria, percussió, cinc instrumentistes de vent fusta, trompetes, trompes, trombons i un quartet de corda.

## Papers i repartiment
| Personatge        | Elenc original de Broadway (1996) | Gira Nacional (1997)   | Repartiment original del Regne Unit i Irlanda (2016) | Elenc original de Londres (2019)                            |
| ----------------- | --------------------------------- | ---------------------- | ---------------------------------------------------- | ----------------------------------------------------------- |
| Josh Baskin       | Daniel H. Jenkins                 | Jim Newman             | Jay McGuiness                                        | Jay McGuiness                                               |
| Susan             | Crista Moore                      | Jacquelyn Piro Donovan | Diana Vickers                                        | Kimberley Walsh                                             |
| Billy             | Brett Tabisel                     | Brett Tabisel          | Charlie Barnard, Keir Edkins-O'Brien, Cameron Tweed  | Jobe Hart, Theo Wilkinson, Austen Phelan                    |
| Cynthia Benson    | Lizzy Mack                        | Demaree Alexander      | Christie-Lee Crosson                                 | Christie-Lee Crosson                                        |
| Mrs. Baskin       | Barbara Walsh                     | Judy McLane            | Jessica Martin                                       | Wendi Peters                                                |
| Mr. Baskin        | John Sloman                       | Dale Hensley           | Andy Barke                                           | Stuart Hickey                                               |
| Young Josh Baskin | Patrick Levis                     | Joseph Medeiros        | Max Robson, Jacob Smith, Ryan Trevatt                | Harrison Dadswell, Jamie O'Connor, Jake Simon, Felix Warren |
| MacMillan         | Jon Cypher                        | Ron Holgate            | Gary Wilmot                                          | Matthew Kelly                                               |
| Paul              | Gene Weygandt                     | Nick Cokas             | Irwin Sparkes                                        | Edward Handoll                                              |

## Premis i nominacions

### Producció original de Broadway
| Any  | Premi                                 | Categoria                                   | Nominat                           | Resultat  |
| ---- | ------------------------------------- | ------------------------------------------- | --------------------------------- | --------- |
| 1996 | Premi Tony                            | Millor llibret                              | John Weidman                      | Nominat   |
| 1996 | Premi Tony                            | Millor banda sonora                         | Richard Maltby, Jr. i David Shire | Nominat   |
| 1996 | Premi Tony                            | Millor actriu protagonista de musical       | Crista Moore                      | Nominat   |
| 1996 | Premi Tony                            | Millor actor de repartiment de musical      | Brett Tabisel                     | Nominat   |
| 1996 | Premi Tony                            | Millor coreografia                          | Susan Stroman                     | Nominat   |
| 1996 | Premi Drama Desk                      | Musical destacat                            | Musical destacat                  | Nominat   |
| 1996 | Premi Drama Desk                      | Llibret destacat d'un musical               | John Weidman                      | Nominat   |
| 1996 | Premi Drama Desk                      | Actor destacat en un musical                | Daniel Jenkins                    | Nominat   |
| 1996 | Premi Drama Desk                      | Actriu destacada en un musical              | Crista Moore                      | Nominat   |
| 1996 | Premi Drama Desk                      | Actor de repartiment destacat en un musical | Brett Tabisel                     | Nominat   |
| 1996 | Premi Drama Desk                      | Millor actor destacat en un musical         | David Shire                       | Nominat   |
| 1996 | Premi Drama Desk                      | Lletres excepcionals                        | Richard Maltby, Jr.               | Nominat   |
| 1996 | Premi del Cercle de Crítics Exteriors | Millor musical nou de Broadway              | Millor musical nou de Broadway    | Nominat   |
| 1996 | Premi Theatre World                   | Premi Theatre World                         | Brett Tabisel                     | Guanyador |